# Molophilus polychaeta
Molophilus polychaeta är en tvåvingeart som beskrevs av Alexander 1979. Molophilus polychaeta ingår i släktet Molophilus och familjen småharkrankar.
Artens utbredningsområde är Bolivia. Inga underarter finns listade i Catalogue of Life.